# مراد أباد (دشتابي الغربي)
مراد أباد (بالفارسية: مرادآباد) هي قرية تقع في إيران في قسم دشتابي الغربي الريفي. يقدر عدد سكانها بـ 450 نسمة .